# Teleutelogio
Il Teleutelogio è un trattato morale in forma dialogica scritto in latino da Ubaldo di Bastiano da Gubbio tra il 1326 e il 1327.
L'opera inscena un dialogo tra l'autore stesso e la Morte, la quale mette in guardia circa la caducità della vita, la tentazione dei vizi da rifuggire e l'importanza di un percorso personale nella grazia di Dio.

## Descrizione
Il trattato morale-didascalico è suddiviso in tre libri, rispettivamente ordinati in dieci, sei e otto collationes con carme finale. La struttura ha evidenti analogie con il De consolatione philosophiae di Severino Boezio, mentre la sesta collazione del libro II sembrerebbe debitrice di Bonaventura da Bagnoregio.
All'interno, le citazioni e le tematiche rientrano nei canoni della trattatistica medievale coeva, con riferimenti chiari principalmente ad Aristotele, Virgilio e la Bibbia. Si riconosce un'intenzione dell'autore chiaramente filopapale e filoangioina. Il primo libro è infatti dedicato a Carlo d'Angiò, duca di Calabria.

## Manoscritti
Il testo è stato tramandato da due manoscritti: il Laurenziano XIII.16 del XV secolo e il Marciano lat. VI.167, che venne probabilmente copiato sotto la direzione dello stesso Ubaldo come copia di dedica al vescovo di Firenze Francesco Silvestri.

## Fortuna critica
Il Teleutelogio ebbe una certa fortuna critica a partire dalla seconda metà del XIX secolo, per il fatto di contenere nella terza collazione del libro III quella che era considerata la più antica notizia biografica su Dante Alighieri. L'autore afferma di avere avuto Dante come preceptor «a teneris annis adolescentie» (libro III, 3, 71-72), ma tale notizia, priva di riscontri, sarebbe da considerarsi in senso metaforico. Ubaldo taccia inoltre il poeta fiorentino di lussuria: «inter humana ingenia naturae dotibus coruscantem et omnium morum habitibus rutilantem, adulterinis amplexibus venenavit»; e riserva critiche verso l'ultimo libro della Monarchia (libro III, 8).